# Marla Maplesová
Marla Maplesová (* 27. října 1963 Cohutta) je americká herečka a bývalá manželka Donalda Trumpa.

## Životopis
Narodila se 27. října 1963 v Cohuttě ve státě Georgia jako dcera realitního agenta Stanley Edwarda Maplese a modelky Laury Ann Locklear. Studovala na Northwest Whitfield High School v Tunnel Hill. V roce 1983 získala titul Miss Georgie. V roce 1986 debutovala jako herečka malou roli ve filmu Vzpoura strojů.
V roce 1991 se objevila jako speciální host ceremoniálu WWE WrestleMania VII. V souboji Hulka Hogana a Sgt. Slaughtera (Robert Remus) plnila roli časoměřiče. Ve stejném roce hrála v televizním seriálu Designing Women. V srpnu 1992 se objevila v Broadway theatre produkci The Will Rogers Follies. V letech 1996–1999 hrála v několika filmech Boeing 747 v ohrožení, Vidláci, Vánoční přání, Štěstí, Sám doma a bohatý: Vánoční přání, Srdeční záležitosti či Černá a bílá. Kromě toho hrála v seriálu Všichni starostovi muži a Chůva k pohledání. V roce 2006 hrála ve filmu Loving Annabelle.
V roce 2013 vydala hudební album The Endless a v prosinci 2014 získala ocenění Hollywood Music in Media Award za píseň „House of Love“, která se stala nejlepší písní ve stylu New Age.
V roce 2015 získala ocenění na filmovém festivalu Kingdomwood Christian Film Festival za film Switching Lanes režiséra Thomase Mikala Forda. V roce 2016 se stala jedním z účastníků 22. série taneční soutěže Dancing with the Stars. Spolu se svým partnerem Tonym Dovolanim obsadila v soutěži 10. místo.

## Život s Donaldem Trumpem
V roce 1989 se seznámila s Donaldem Trumpem. Donald Trump byl v té době ženatý s Ivanou Trumpovou. O rok později se jejich vztah dostal na veřejnost, protože Ivana Trumpová požádala o rozvod. Rozvod byl dokončen v roce 1992. V říjnu 1993 porodila dceru Tiffany Trumpovou. O dva měsíce se za Donalda Trumpa provdala. Na svatbě, která se konala v newyorském Hotelu Plaza, bylo více než tisíc hostů. V roce 1997 partneři oznámili, že se rozcházejí. Rozvedení byli v roce 1999.

## Diskografie
- 2013: The Endless